# Mordellina testacea
Mordellina testacea är en skalbaggsart som först beskrevs av Willis Blatchley 1910.  Mordellina testacea ingår i släktet Mordellina och familjen tornbaggar. Inga underarter finns listade i Catalogue of Life.